# Гореня Добрава (Гореня вас-Поляне)
Гореня Добрава (словен. Gorenja Dobrava) — поселення в общині Гореня вас-Поляне, Горенський регіон, Словенія. Висота над рівнем моря: 407,5 м.